# Guerilla Gardening

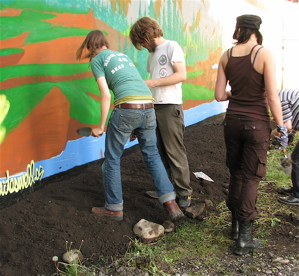
Guerillagärtner pflanzen Gemüse in der Innenstadt von Calgary

Als Guerilla Gardening (span. guerrilla „kleiner Krieg“ und engl. gardening „Gärtnern“) wurde ursprünglich die heimliche Aussaat von Pflanzen als subtiles Mittel politischen Protests und zivilen Ungehorsams im öffentlichen Raum bezeichnet, vorrangig in Großstädten oder auf öffentlichen Grünflächen. Mittlerweile hat sich Guerilla-Gardening zum urbanen Gärtnern oder zu urbaner Landwirtschaft weiterentwickelt und verbindet mit dem Protest den Nutzen einer Ernte beziehungsweise einer Verschönerung trister Innenstädte durch Begrünung brachliegender Flächen.

## Geschichte
Guerilla Gardening hat sich, von Großbritannien ausgehend, seit einigen Jahren insbesondere in den Metropolen der westlichen Welt verbreitet. Vorläufer des Guerilla Gardenings sind seit 1970 in New York City und in Deutschland im Kontext der Naturgartenbewegung, des Interesses am „wilden Grün der Städte“ und einiger Kunstaktionen beispielsweise von Louis Le Roy und Joseph Beuys zu sehen. Bekannt wurde Guerilla gardening, als sich am 1. Mai 2000 in London mit Spaten, Gartengeräten, Muttererde und Setzlingen bewaffnete Globalisierungskritiker, Anarchisten und Umweltaktivisten auf einer Rasenfläche des verkehrsreichen Parliament Square trafen, um – wie sie auf Transparenten bekundeten – „die Straßen zurückzuerobern“, und den Platz umgruben, um ihn anschließend zu bepflanzen.

## Politischer Protest
Die Aktion fand schnell Nachahmer und wurde abgeändert oder verfeinert. Es wurden Samenbomben gedreht, um sie an unzugänglichen Stellen auszubringen.
Bei politisch motivierten Aktionen kann dabei die Anordnung und Auswahl der Pflanzen (beispielsweise das Aussäen von Blumensamen in Form eines Friedensymbols, das Anpflanzen von Reis oder Getreide in öffentlichen Grünanlagen, das Bepflanzen von Golfplätzen mit Dornbüschen) eine politische Aussage vermitteln. Auch das Stören von Gentechnik-Freilandversuchen (Feldbefreiung) durch heimliches Zwischensäen von natürlichen Pflanzen gehört in diese Kategorie.
Die politisch motivierten Guerilla-Gärtner sehen ihre Aktionen dabei beispielsweise „…im revolutionären Weisheitskampf … als allgemeinen Protest gegen die Monokulturen des Spießbürgertums …“ („Leitfaden für den revolutionären Weisheitskampf“).

## Lebenswerte Umwelt

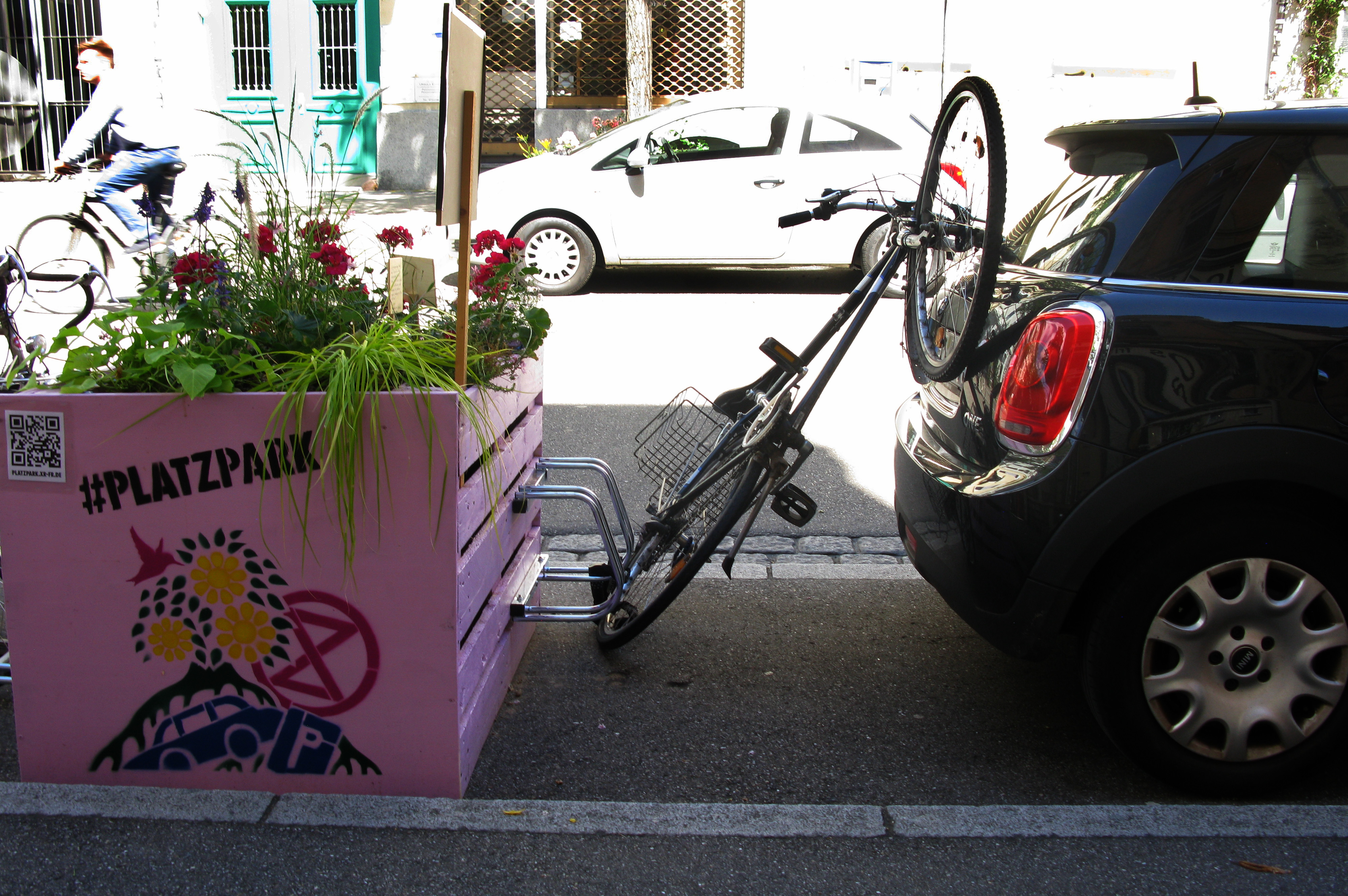
1. Platzpark von Extinction Rebellion in Freiburg

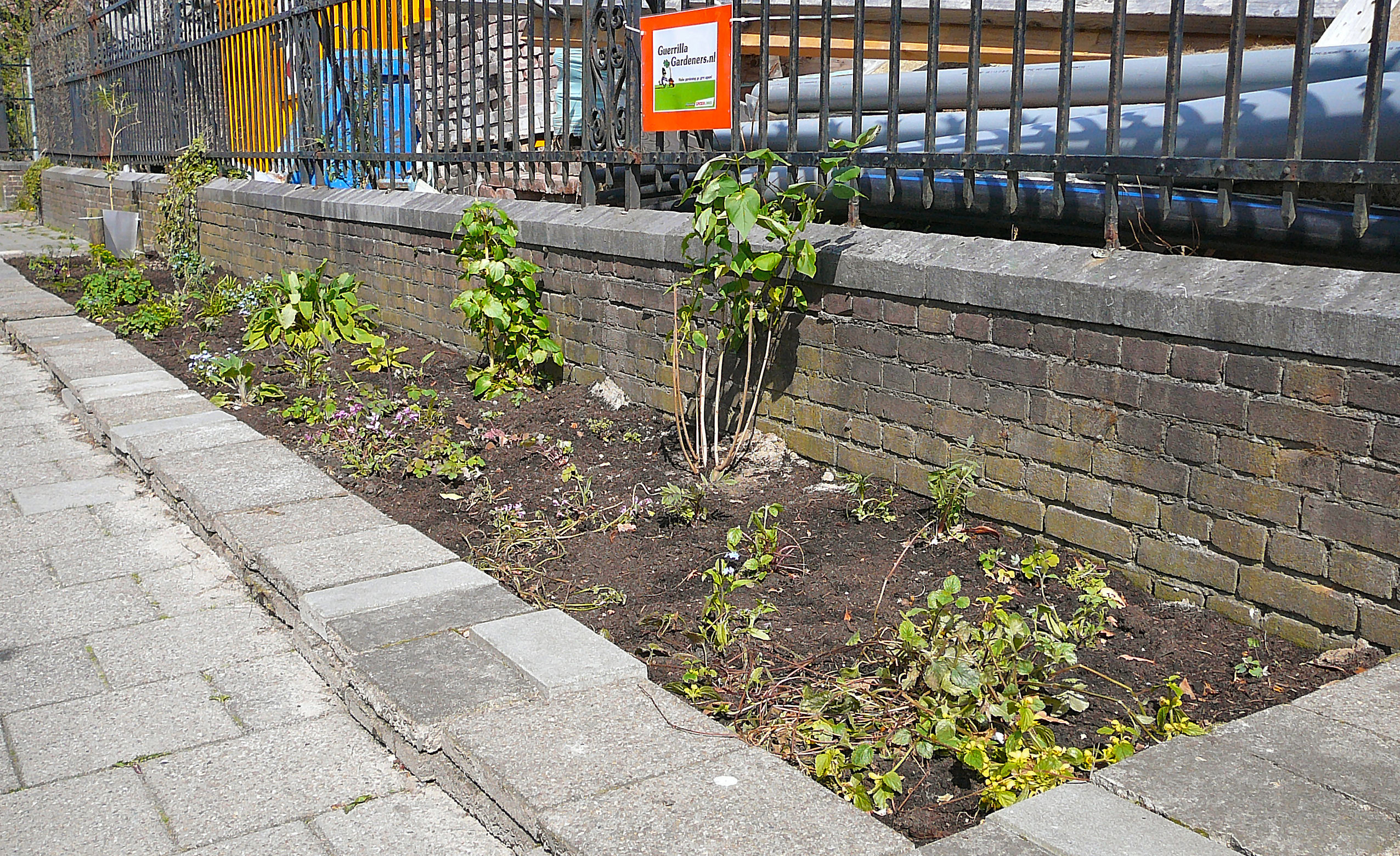
Guerillagärtchen in den Niederlanden

Parallel dazu hat sich eine Form des Guerilla Gardenings entwickelt, bei der klassische Ansätze von moralischer Ökonomie mit dem Wunsch nach urbaner Selbstversorgung und mit einem Protest gegen die Agrar-Industrie verbunden werden. Nach Wunsch dieser Guerilla-Gärtner sollen die Städte als lebenswerte Umwelt erfahrbar gemacht und von ihren Bewohnern „mit den eigenen Händen“ in Besitz genommen werden. Hierzu zählt illegale Gemüsezucht auf Brachland, wilder Reisanbau zwischen Wolkenkratzern oder organisierte Sprossenzucht auf Wohnhausdächern. Innerstädtische Brachflächen, Grünstreifen und Hinterhöfe werden begrünt und Biotope, Gemeinschaftsgärten und Pflanzenbeete angelegt.

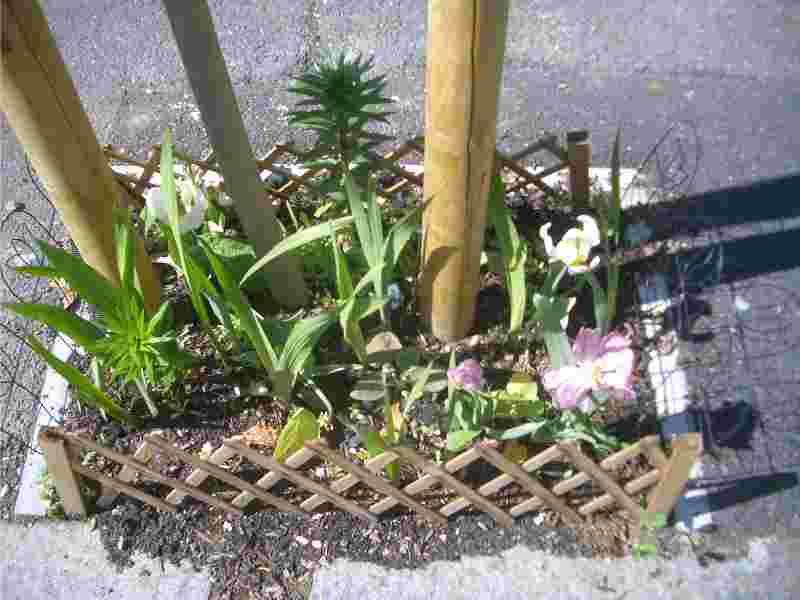
Bepflanzte Baumscheibe in einem Ost-Londoner Vorort

„Während die Hippie-Generation der 1960er und 1970er Jahre eher von abgelegenen, autarken Landkommunen träumte, wo das Brot aus selbst angebautem Getreide gebacken und Pullover mit der Wolle hauseigener Schafe gestrickt werden sollten, sehen Guerilla-Gärtner ihren ureigenen Lebensraum in den Hochhausschluchten oder Industriegebieten der Metropolen. Auf Grünstreifen zwischen mehrspurigen Straßen pflanzen sie Kohlköpfe und Möhren an. Auf Abrissgrundstücken lassen sie in alten Autoreifen Kartoffeln oder Tomaten gedeihen.“
Die COVID-Epidemie erweckte ein neues Bewusstsein für die Bedeutung von Grünflächen und führte zu einer weiteren Welle des Guerilla-Gardening.

## Rechtliche Situation in Deutschland

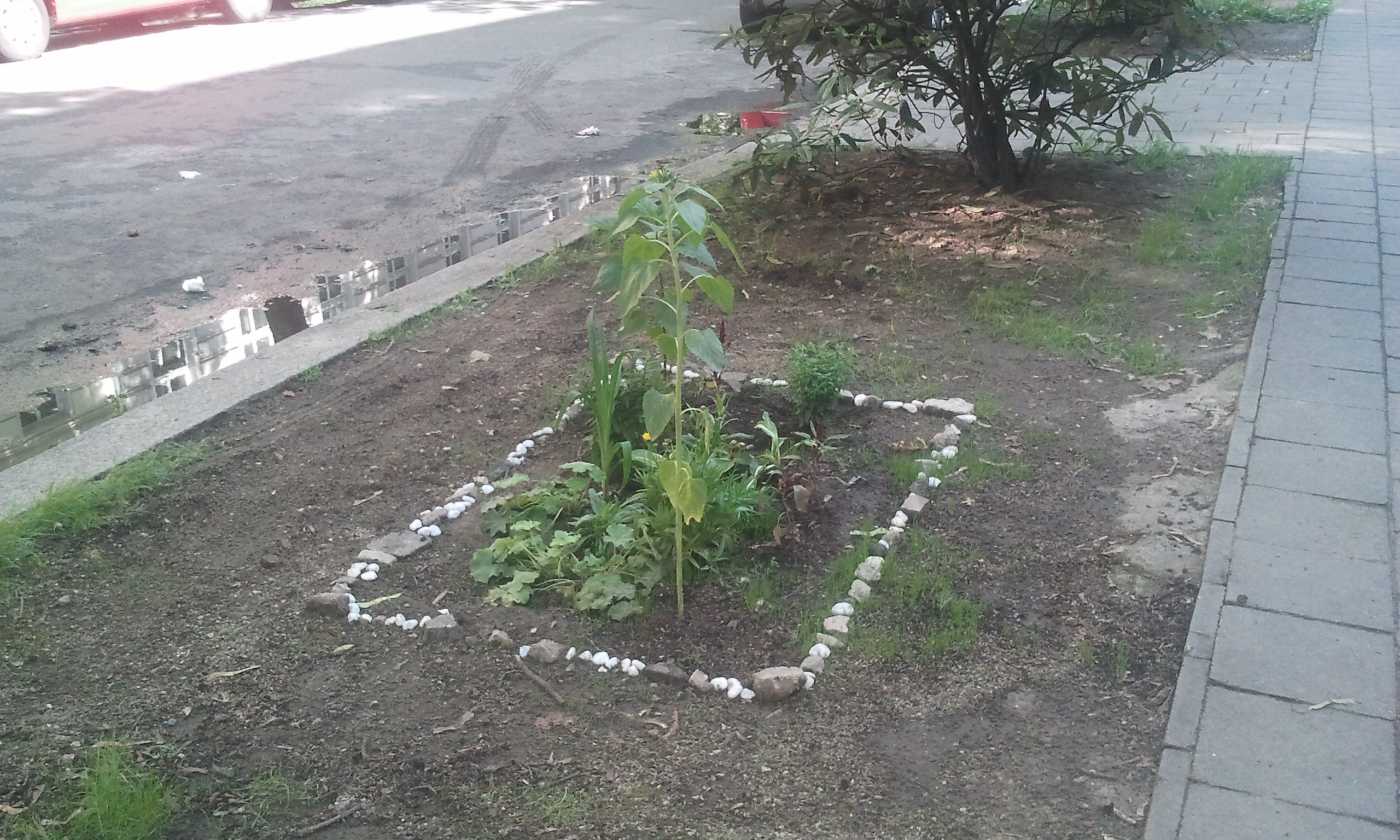
Guerilla Gardening in Deutschland. Beet mit Begrenzung aus Kieselsteinen.

Erfolgt die Bepflanzung ohne Zustimmung des Grundstückseigentümers oder Pächters, stellt Guerilla Gardening in Deutschland in vielen Fällen eine Straftat dar und kann als Sachbeschädigung verfolgt werden. In der Regel sehen die Gemeinden als für den öffentlichen Raum zuständige Behörde hiervon jedoch ab. Einige Gemeindeverwaltungen begrüßen angesichts des geringen Budgets für Stadtbegrünung sogar die spontanen Pflanzaktionen oder nehmen sie als Anstoß, um über die offizielle Freigabe städtischer Flächen nachzudenken.

## Bekannte Personen
Ein international bekannter Vertreter des Guerilla gardening ist der Brite Richard Reynolds, der neben seinen gärtnerischen Aktionen auch durch Publikationen zum Thema hervorgetreten ist. Gartenguerilleros im deutschsprachigen Raum sind etwa Wilm Weppelmann in Münster, Petrus Akkordeon in Berlin und Maurice Maggi in Zürich. In Belgien wirkt Annemie Maes, die ihre Erfahrungen auch international in Kursen weitergibt. In Polen werden Aktivitäten im Bereich der Partisanengärtnerei unter anderem von Witold Szwedkowski, einem Dichter und Sozialaktivisten, durchgeführt. Eines seiner Vorhaben ist der „Weltheu- und Kürbistag im öffentlichen Raum“. Mittlerweile sind diese Aktivitäten in der Mitte der Gesellschaft angekommen. Im Kontext des Engagements zur Begrenzung von Klimaanomalien auf lokaler Ebene initiieren Bürger zunehmend entsprechende Aktionen zur Begrünung des Stadtumfelds.

## Vorgehen

### Samenbomben

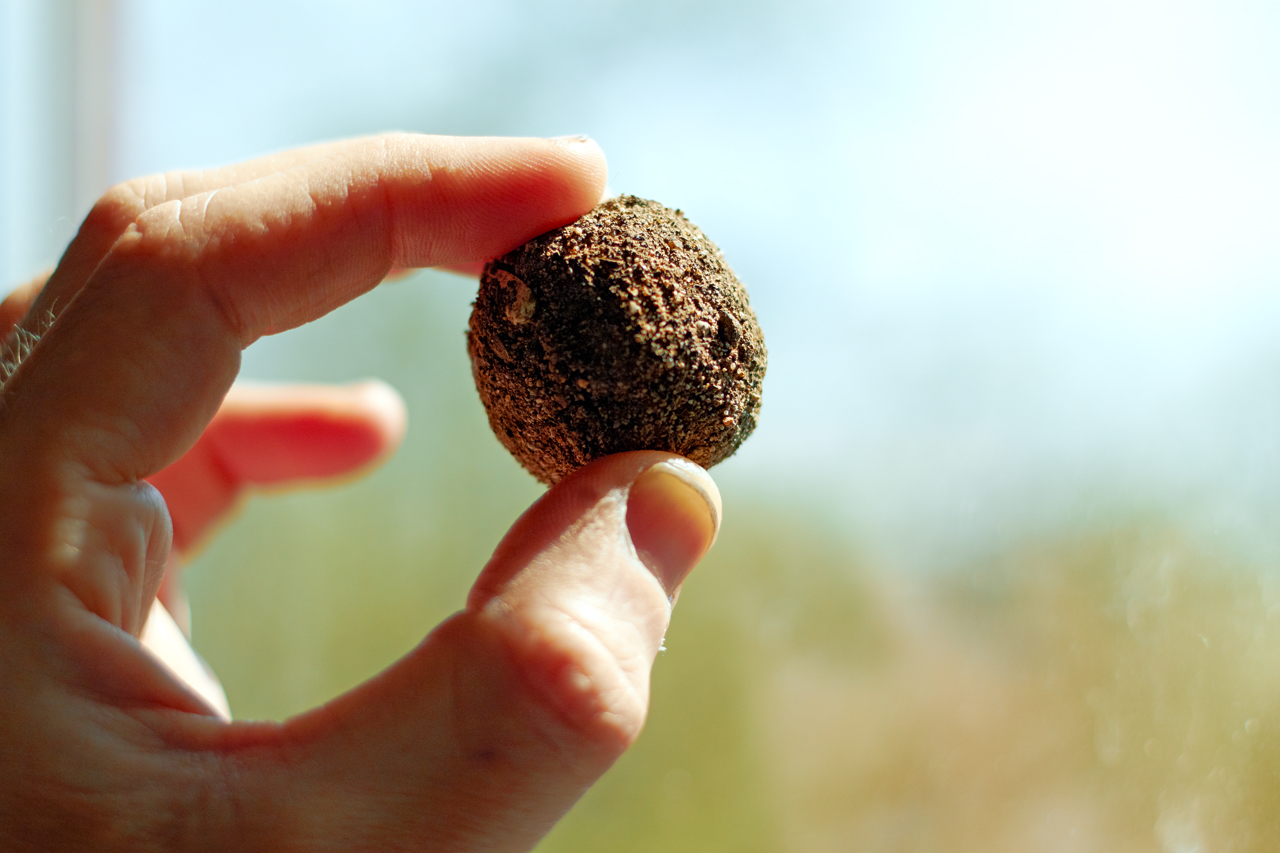
Samenbombe

Wie Guerilleros vermeiden Guerilla-Gärtner die offene Konfrontation und bevorzugen abgelegene und unzugängliche Standorte oder führen heimlich „Überraschungspflanzungen“ durch. Für die heimliche Aussaat auf belebten Plätzen werden Samenbomben genutzt. Dies sind Kugeln aus Erde, Ton und Samen. Sie können vom Fahrrad aus auf Verkehrsinseln geworfen oder beim Spaziergang unauffällig fallengelassen werden.

### Moosmilch
Graue Betonpfeiler oder Wände werden mit einem Gemisch aus Buttermilch und Moos bespritzt, teilweise auch hiermit beschriftet („Moos Graffiti“). Das Moos begrünt dann bei idealen Voraussetzungen den Beton.

### Guerilla Grafting

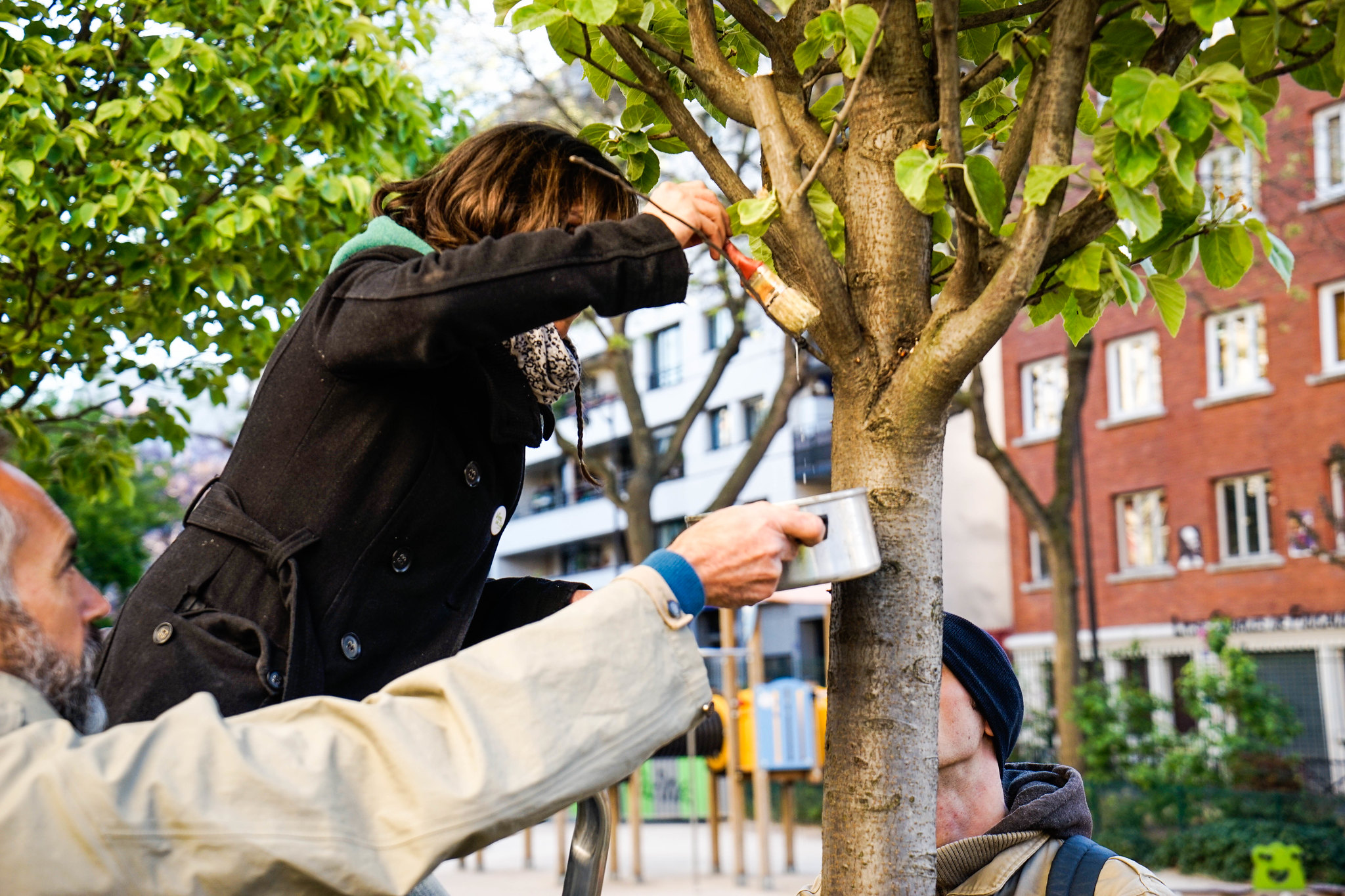
Gemeinschaftsaktion zur Veredelung steriler Zierobstbäume zu fruchttragenden Stadtbäumen

Ungenehmigte Veredelung steriler Zierobstbäume im öffentlichen Raum durch das Pfropfen von Edelreisern fruchttragender Sorten. Ein reiner Zierbaum erhält damit einzelne fruchttragende Äste. Selbst mehrere unterschiedliche Obstsorten und sogar -arten sind dabei an einem einzelnen Baum möglich. So werden Städte "essbarer", deren Verwaltung sich Fallobst ersparen möchte.